# Ascotis margarita
Ascotis margarita là một loài bướm đêm trong họ Geometridae.